# Steam Wheel Tank
El Steam Wheel Tank era el nom oficial per l'exèrcit nord-americà pel vehicle també conegut com a 3 Wheeled Steam Tank, i el Holt Steam Tank. Va ser un tanc dels EUA construït per la Holt Manufacturing Company (ara Caterpillar Inc.) dit alguna vegada entre 1916 i a principis de 1917. Va ser el tercer tanc dissenyat pels americans i va ser completat el 1918.

## Enllaços externs

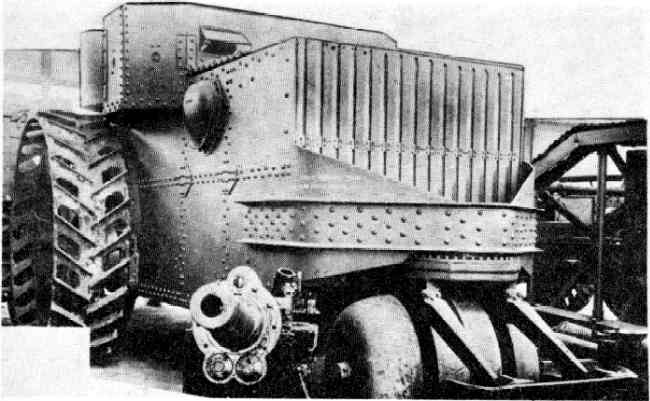
Steam Wheel Tank